# Богдашин, Александр
Александр Андреевич Богдашин (род. 25 октября 1994) — российский спортсмен по академической гребле, чемпион Европы, серебряный призёр чемпионата Мира, серебряный призер этапа Кубка Мира, Мастер спорта международного класса.